# Sebastian (film 2024)
Sebastian è un film del 2024 scritto e diretto da Mikko Mäkelä.

## Trama
Max Williamson è un giovane scrittore venticinquenne che lavora per una rivista letteraria e ha già pubblicato qualche racconto accolto positivamente dalla critica. Per conferire maggior realismo al suo romanzo d'esordio, assume l'identità di "Sebastian" e inizia a prostituirsi, come il protagonista del suo libro, in cui riporta fedelmente gli incontri con i suoi clienti.
Con il passare del tempo, Max è sempre più dedito al proprio romanzo e ai suoi incontri, tanto da perdere il suo lavoro con la rivista. Grazie al lavoro come escort, conosce Nicholas, un professore in pensione con cui la relazione va oltre il sesso a pagamento. Tuttavia, quando Max aggiunge al suo romanzo la svolta sentimentale del protagonista Sebastian, viene criticato dalla sua editrice, che reputa la cosa sdolcinata e poco realistica.
Max si allontana quindi da Nicholas e accetta l'invito del suo cliente Daniel di andare con lui a Bruxelles. Tuttavia, durante il weekend in Belgio, Daniel costringe il giovane, ubriaco, ad avere un rapporto con lui e la mattina dopo lo caccia furioso dall'albergo dopo aver letto la bozza del romanzo di Max, in cui il giovane ha descritto lo stupro.
Rimasto solo e senza i soldi per l'Eurostar, Max tenta senza successo di prostituirsi e solo l'intervento provvidenziale di Nicholas gli permette di tornare a casa. Tornato a Londra, Max fa leggere il romanzo a Nicholas, che lo incoraggia a portarlo a termine. Anche dopo la pubblicazione del suo libro, Max continua a prostituirsi, senza più usare uno pseudonimo.

## Promozione
Un primo teaser trailer è stato pubblico il 22 gennaio 2024, mentre il primo trailer esteso è stato diffuso il 27 giugno seguente.

## Distribuzione
Il film è stato presentato in anteprima mondiale il 21 gennaio 2024 al Sundance Film Festival ed è stato distribuito nelle sale statunitensi il 2 agosto seguente.

## Accoglienza
Sull'aggregatore di recensioni Rotten Tomatoes 61 critici esprimono un gradimento del 75% con un voto medio di 7 su 10.